# Luisa Amanda Espinoza
Luisa Amanda Espinoza (Managua, 19 d'agost de 1948 – León, 3 d'abril de 1970) va ser una militant sandinista i guerrillera urbana nicaragüenca, coneguda com la primera dona combatent del Front Sandinista d'Alliberament Nacional (FSLN) que va caure en combat contra la dictadura somocista. El seu compromís amb la lluita per la llibertat i els drets de les dones la va convertir en un símbol de la resistència i l'empoderament femení a Nicaragua.

## Biografia
Luisa Amanda va néixer el 19 d'agost de 1948 a Managua, Nicaragua, en una família humil com la menor de 21 germans. La seva mare, Antonia Espinoza, era bugadera al barri El Calvario de Managua, representant la classe obrera del país. Quan tenia set anys, Luisa es va traslladar a Granada per viure amb un oncle matern, Nicolás Gutiérrez, que tenia una fleca i una millor situació econòmica. Allà va assistir a l'escola primària mentre venia pa pels carrers per ajudar econòmicament. Als dotze anys va tornar a Managua, al barri San Luis, on va viure amb la seva mare i va continuar els seus estudis al Instituto Centroamericano, prop del Parc Candelaria.

### Incorporació al Front Sandinista
Luisa Amanda es va vincular al FSLN a una edat jove, moguda per les desigualtats i els abusos de la dictadura somocista que va presenciar des de petita. La seva entrada al moviment no va ser fortuïta; va simpatitzar amb la causa sandinista a través de la seva relació amb Jorge Navarro, un veí del barri San Luis. Va decidir no romandre com a espectadora davant la lluita del poble i es va incorporar activament al FSLN. La seva primera tasca va ser la de fer de "correu", transportant correspondència entre companys clandestins i servint com a enllaç entre cases de seguretat (conegudes també com "Las Latas") a Managua.
A causa de l'onada repressiva de la Guàrdia Nacional el 1970, el FSLN va traslladar Luisa Amanda a León, on va treballar al costat d'Enrique Lorente, membre suplent de la Direcció Nacional Històrica del FSLN.

### Caiguda en combat
El 3 d'abril de 1970, al barri Ermita de Dolores de León, Luisa Amanda Espinoza i Enrique Lorente van ser detectats per la Guàrdia Nacional mentre duien a terme tasques relacionades amb la lluita contra la dictadura. En l'enfrontament, Enrique Lorente va ser ferit primer, i Luisa Amanda, demostrant una gran valentia, va recollir l'arma del seu company caigut i va disparar contra els guàrdies. Malgrat estar ferida, va ser interrogada i assassinada per Ronald Sampson, un membre dels temuts Becat i home de confiança de la dictadura somocista. Segons el testimoni de la comandant Doris Tijerino, Luisa Amanda no va revelar la seva identitat malgrat les tortures, fet que va reforçar el seu llegat heroic.
Luisa Amanda, amb només 21 anys, es va convertir en la primera dona combatent del FSLN que va caure en combat urbà, un fet que la va erigir en símbol de la lluita per la llibertat i l'emancipació de les dones a Nicaragua.

## Llegat
El sacrifici de Luisa Amanda Espinoza ha estat àmpliament commemorat a Nicaragua com a exemple de coratge, amor a la pàtria i compromís revolucionari. El seu nom ha estat adoptat per l'Associació de Dones Nicaragüenques "Luisa Amanda Espinoza" (AMNLAE), fundada el 1979, per reflectir la seva lluita pels canvis socials, econòmics i polítics del país.
Cada any, es realitzen actes commemoratius en honor seu, com la col·locació d'ofrenes florals al lloc de la seva caiguda al barri Ermita de Dolores, a León. La Universitat Nacional Autònoma de Nicaragua (UNAN-León) i la Joventut Sandinista han destacat el seu exemple com a inspiració per a les noves generacions, especialment pel seu compromís amb l'educació, la salut i els drets de les dones.
A més, el seu nom ha estat utilitzat per batejar esdeveniments com el Torneig Nacional de Bàsquet Femení "Luisa Amanda Espinoza In Memoriam", celebrat el 2022 al Poliesportiu Alexis Argüello, com a tribut al seu llegat i al paper de la dona en la societat nicaragüenca.
Luisa Amanda Espinoza continua sent recordada com una figura clau en la història revolucionària de Nicaragua, simbolitzant la lluita de la classe obrera i l'empoderament femení en la construcció d'una nació lliure i sobirana.